# Internationale Kunststoffhausausstellung der Welt

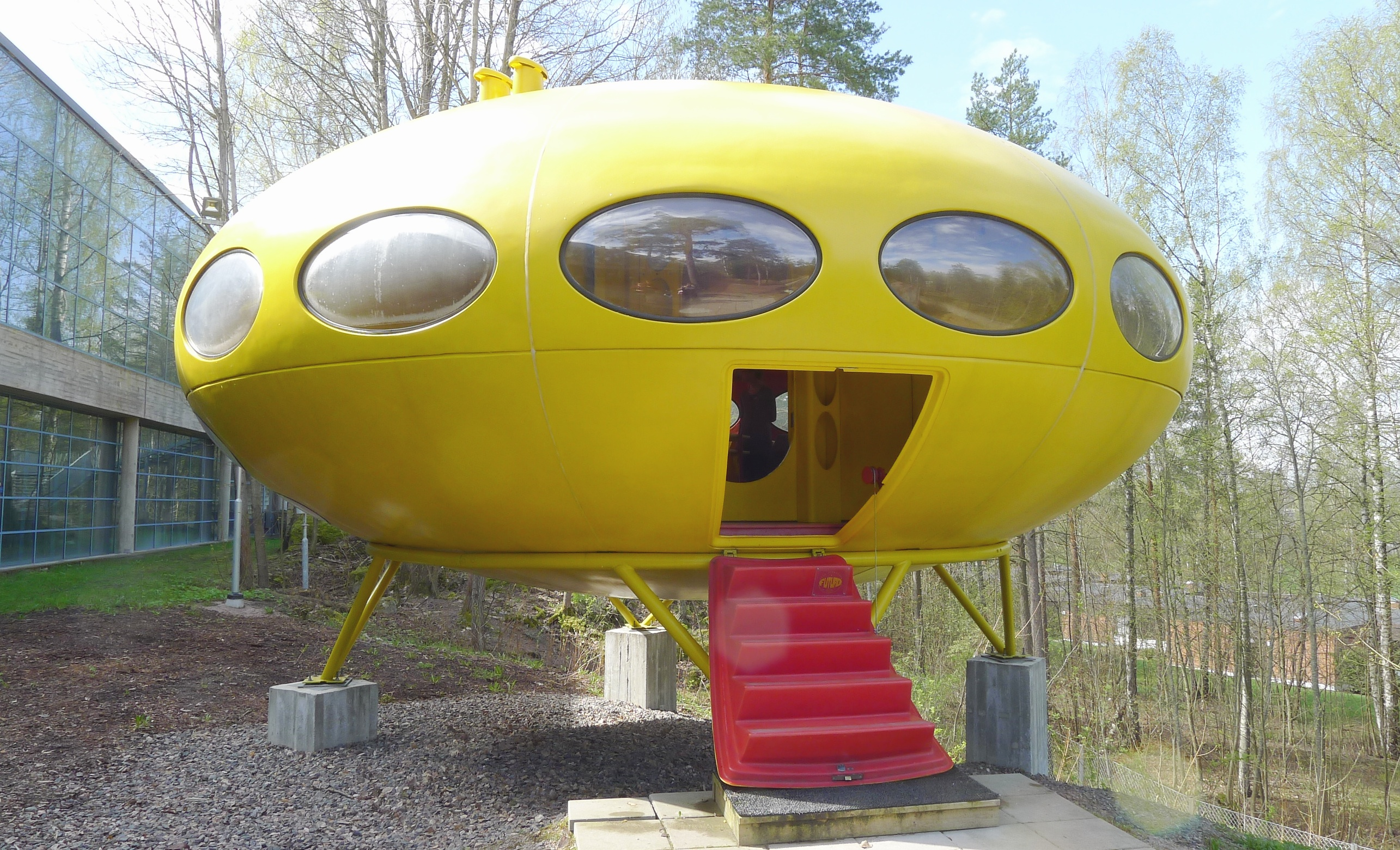
Futuro

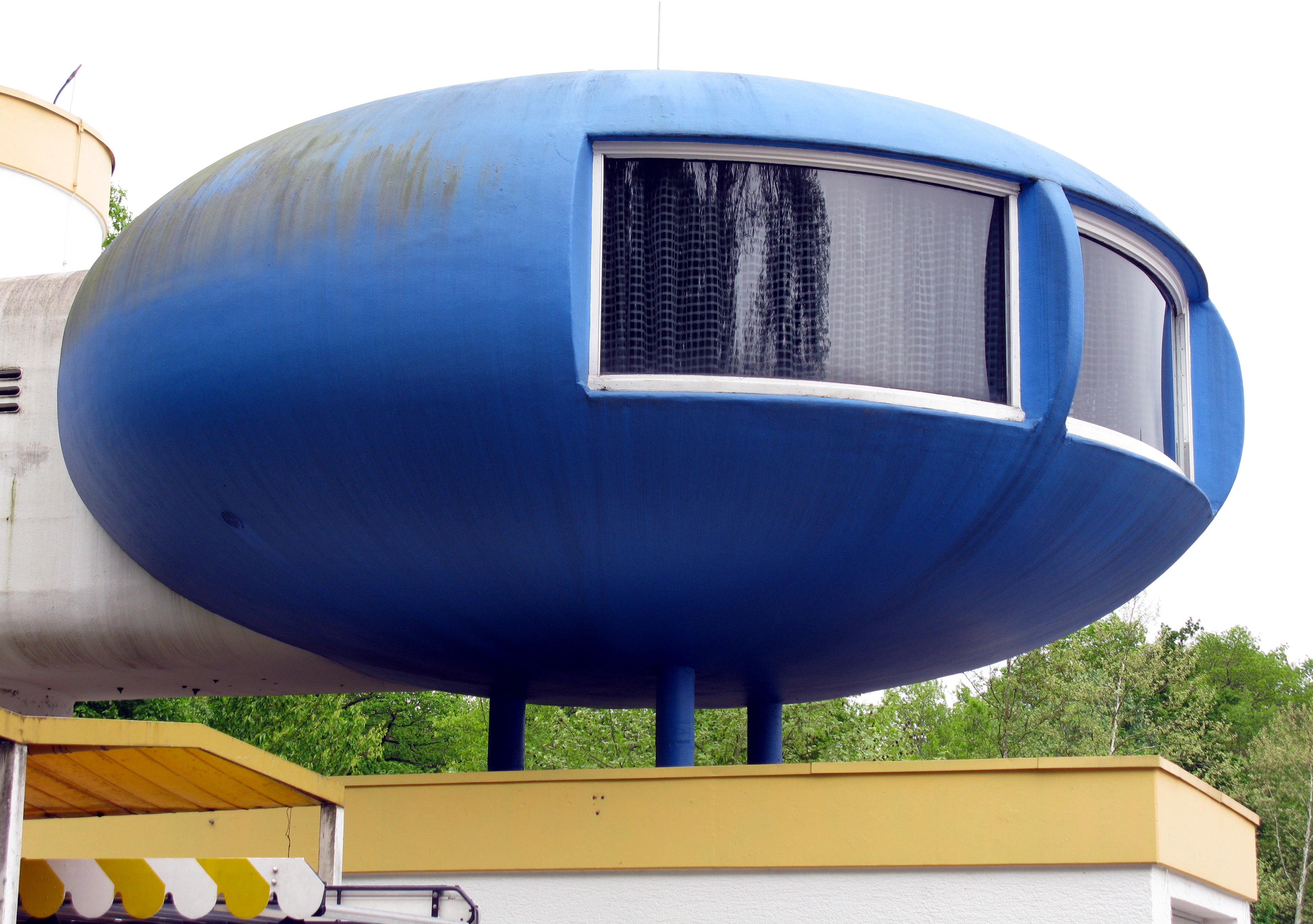
Rondo

Die Internationale Kunststoffhausausstellung der Welt (kurz: ika) war eine Ausstellung in Lüdenscheid-Höh auf einem eigens dafür hergerichteten Gelände zum Thema Kunststoffhäuser. Sie fand von 1971 bis 1973 statt und galt als Flop. Träger war die Sauerländische Freizeit- und Erholungsanlagen Baugesellschaft (SABAG). Das Gelände war 70.000 m² groß. Sie wurde von rund 500.000 Menschen besucht, jedoch war die Verkaufsausstellung finanziell nicht erfolgreich. „Die Konzepte des Kunststoffhauses wurden von der breiten Masse nicht akzeptiert.“ Außerdem sorgte die Ölkrise 1973 für enorm steigende Kunststoffpreise. Die Gesellschaft erwirtschaftete ein Defizit von 3 Millionen Mark. Daraufhin meldete SABAG Insolvenz an, woraufhin die Objekte 1975 zwangsversteigert wurden. Heute sieht man von der Ausstellung nichts mehr. Das Grundstück wurde weitestgehend von der Natur zurückerobert. Über dieses Ereignis berichteten viele Zeitungen, unter anderem der Spiegel. Es kamen hochrangige Politiker wie Willi Weyer und Willy Brandt.
Zu sehen gab es unter anderem ufo-ähnliche Exponate, wie das Haus Futuro des finnischen Architekten Matti Suuronen, das in Serie ging oder ein Prototyp des Rondo-Hauses der Basler Architekten-Brüder Angelo und Dante Casoni.